# Détournement publicitaire

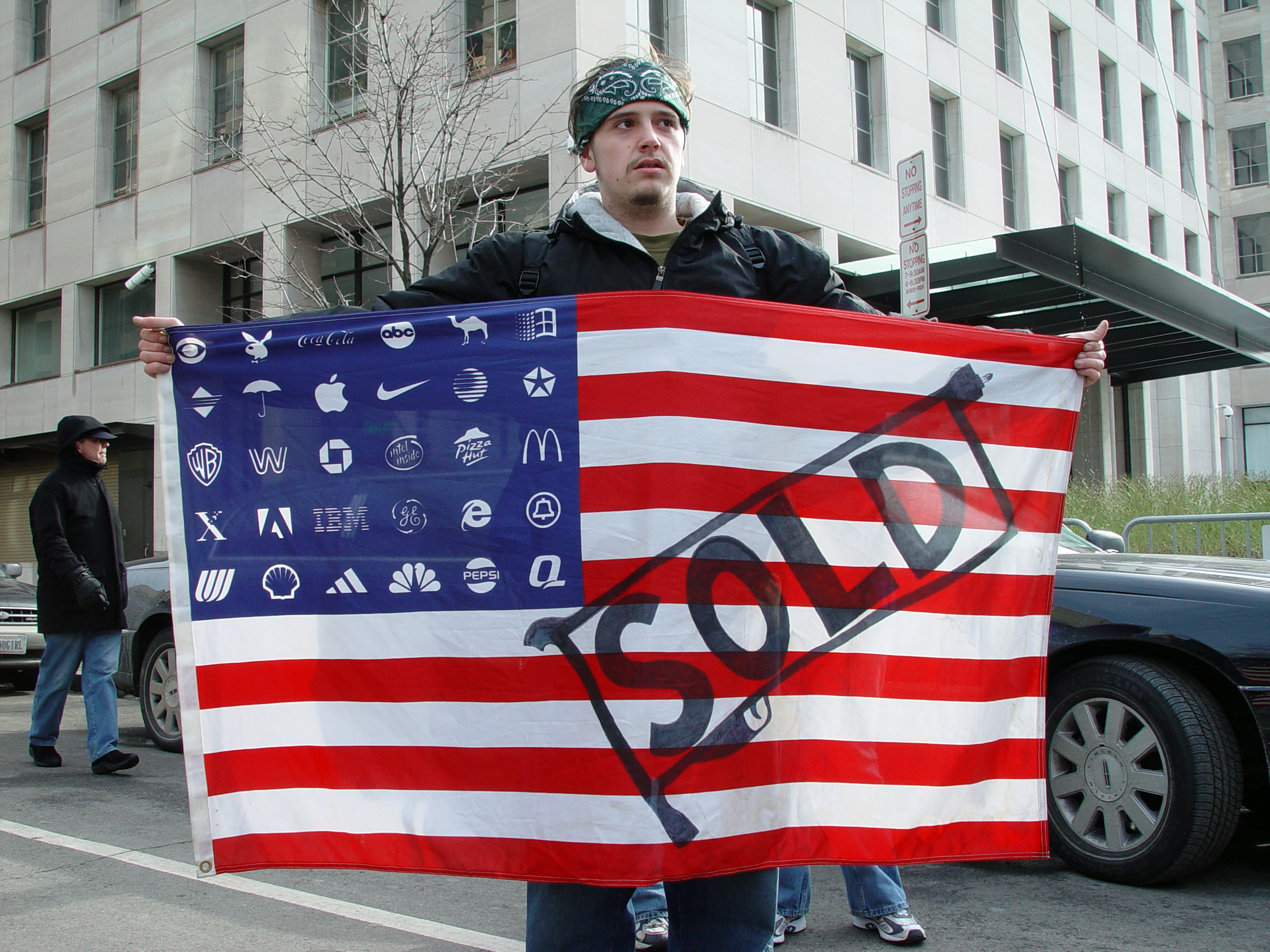
Déploiement par un militant du Corporate flag, faux drapeau des États-Unis réalisé par Adbusters ; l'action dénigre l'influence de la corporate America lors du jour de l'investiture du président (les étoiles des États sont remplacées par des logos d'entreprises).

Le détournement publicitaire désigne la pratique de la satire ou de la parodie des campagnes publicitaires et politiques, dans le but d'en déformer le message original pour le critiquer. Il peut utiliser de nouvelles images ou bien modifier des images existantes. Il peut être utilisé comme élément d'ingénierie sociale ou faire partie d'un détournement culturel. En anglais, l'expression peut également faire référence à un détournement de mème internet (meme hacking).

## Définitions du détournement publicitaire
Dès les années 1950, les membres de l'Internationale situationniste mirent en pratique différentes formes de détournement, utilisé comme technique subversive déclinée dans de multiples champs d'action, dont celui de la publicité.

« L’œuvre de Lautréamont [...] mis à part, les tendances au détournement que peut reconnaître une étude de l'expression contemporaine sont pour la plupart inconscientes ou occasionnelles ; et, plus que dans la production esthétique finissante, c'est dans l'industrie publicitaire qu'il faudra en chercher les plus beaux exemples. »

— Guy Debord et Gil Joseph Wolman, Mode d'emploi du détournement.
Dans une optique révolutionnaire, les Situationnistes vont ainsi détourner des images et des slogans publicitaires en les recyclant de manière satirique en messages politiques.
En 2005, un site web militant maintenant repris par l'entreprise subvertise.org (2000-2005) a proposé cette définition du détournement publicitaire : « Le détournement publicitaire est l'art de la résistance culturelle. Ce sont les écrits sur les murs, les autocollants sur les lampadaires, la reformulation des textes des affiches publicitaires, les tee-shirts parodiques, mais c'est aussi l'acte de défi massif d'une fête de rue. Le principal processus implique de redéfinir ou même de reprendre notre environnement au démon de l'entreprise. »
Aux États-Unis, les groupes qui pratiquent ce type de détournement utilisent le terme subvertising, un mot-valise formé de « subvert » (subversion) et « advertising » (publicité), équivalent de l'expression « détournement publicitaire ». Ils produisent donc des subvertisements, souvent abrégés en subverts. Cela peut aussi s'appeler spoof advert.

## Objectifs

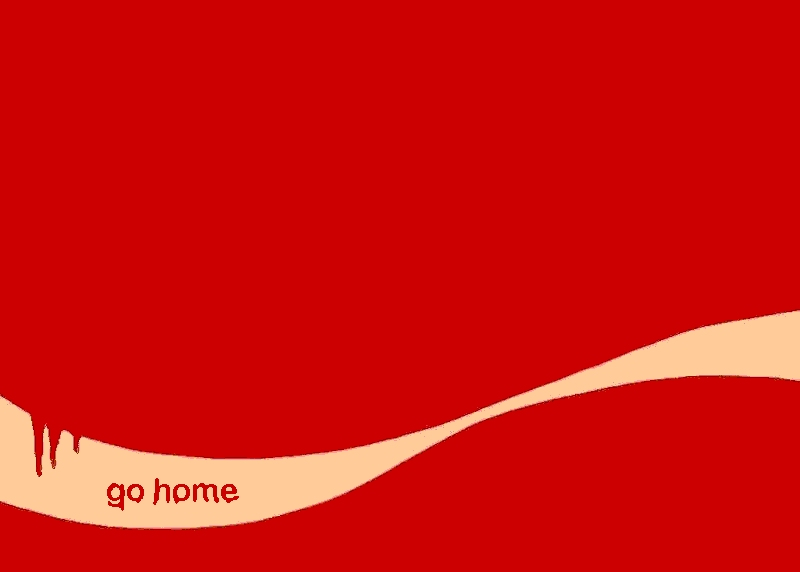
Détournement publicitaire du logotype de Coca-Cola.

Le magazine canadien Adbusters, un des principaux partisans de la contre-culture et du détournement publicitaire, a publié une synthèse des objectifs de cette méthode : « Un détournement bien conçu imite l'apparence de la publicité ciblée, accentuant ainsi l'effet de surprise lorsque les spectateurs réalisent soudain qu'ils ont été dupés. Le détournement crée une dissonance cognitive. Il tranche dans la propagande et le clinquant de notre réalité artificielle et, momentanément, révèle à l'intérieur une vérité plus profonde. »
L'objectif de certains détournements peut être également de saboter des campagnes politiques ou publicitaires.
Dans le monde anglo-saxon, les vues des libéraux et des radicaux tendent à dominer dans les détournements publicitaires, car une des idées sous-jacentes de ce concept est d'inciter au changement, en présentant des images facilement reconnaissables et compréhensibles, qui choquent et dérangent par leur franchise. Cependant, certains estiment que détourner ironiquement les symboles d'entreprises et politiques donne simplement à ces symboles une publicité excessive. Ces personnes mettent généralement en avant que le détournement publicitaire ne sert en réalité aucun but, et qu'en rappelant ces icônes à la conscience du public, le détournement finit en réalité par soutenir ce qu'il essaye de détruire.
Les conservateurs utilisent eux aussi les détournements de publicité. Ainsi, pendant l'élection présidentielle américaine de 2000, les républicains ont travesti la signature des candidats démocrates Gore/Lieberman en Sore Loserman (« Mauvais Perdant ») pour exprimer le résultat espéré de l'élection.
Le détournement de publicités est ainsi parfois utilisé lors de campagnes électorales dans le but de calomnier l'adversaire ou de frapper les esprits, pour tenter d'obtenir des voix supplémentaires.
Il en est de même pour certains événements culturels ou sportifs, comme les Jeux olympiques de Pékin en 2008, où l'association Reporters Sans Frontières, qui accuse la Chine de ne pas respecter les Droits de l'Homme ni la  liberté d'expression, a détourné le drapeau olympique en remplaçant les anneaux sur fond blanc par des menottes sur fond noir.

## Référence
- (en) Cet article est partiellement ou en totalité issu de l’article de Wikipédia en anglais intitulé « Subvertising » (voir la liste des auteurs).

1. ↑  Start here subvertise.org 2005
2. ↑  Sore-Loserman: From political parody to charity's windfall 2000